# Калты
Калты (Ҡалты) — горный хребет, западный отрог Южного Урала, расположенный в Башкортостане.
Калты относится к хребтам Башкирского (Южного) Урала.
Хребет растянулся субмеридионально от верховьев р. Байтулла (приток р.Тюльмень) до широтного течения р.Манышта (приток р.Инзер) в Белорецком районе РБ.
Высота высшей точки хребта — 725 м. Река р. Тюльмень разделяет хребет на 2 части. Длина северной части — 6 км, ширина — 3,5 км, длина южной части — 18 км, ширина — 3 км.
Хребет состоит из песчаников, конгломератов, алевролитов и аргиллитов зильмердакской свиты.
Ландшафты — елово-пихтовые леса, высокогорные подгольцовые луга, горная тундра.
Хребет находится на территории заповедника «Южно-Уральский».